# Nikaragua
Nikaragua, Republika Nikaragui (hiszp. Nicaragua, República de Nicaragua) – państwo w Ameryce Środkowej, położone między Hondurasem na północy a Kostaryką na południu. Na zachodzie na długości 320 km oblewają ją wody Oceanu Spokojnego, a na wschodzie na długości 480 km – wody Morza Karaibskiego.

## Geografia
Wschodnie wybrzeże Nikaragui ma charakter wybrzeża lagunowego. Nadmorska nizina, miejscami zabagniona, nosi nazwę Wybrzeża Moskitów. Dalej ku zachodowi ciągnie się wyżyna, którą przecina kilka pasm górskich. Najwyższe z nich, Cordillera Isabelia ze szczytem Mogotón, osiąga wysokość 2438 m n.p.m. Krawędź tej wyżyny, równoległa do wybrzeża pacyficznego, stanowi północno-wschodnią ścianę rowu tektonicznego. W jego zagłębieniu znajdują się dwa wielkie jeziora – Nikaragua i Managua. Za rowem tektonicznym, wzdłuż wybrzeża, ciągnie się rząd 40 wulkanów. Najbardziej znanym wulkanem jest Momotombo (1258 m n.p.m.) nad jeziorem Managua, który uznawany jest za symbol Nikaragui. Innym interesującym wulkanem jest Concepción (1258 m n.p.m.), który wznosi się na wyspie Ometepe na środku jeziora Nikaragua.
W Nikaragui panuje wilgotny i gorący klimat równikowy, ze średnimi miesięcznymi temperaturami przekraczającymi 25 °C. Na wyżej położonych terenach środkowej Nikaragui temperatury są średnio o 10 °C niższe. Wschodnie wybrzeża karaibskie przyjmują o wiele więcej opadów (2000–6000 mm) niż zachodnie wybrzeża pacyficzne (do 1500 mm). Dlatego też na wschodzie występują bogate wilgotne lasy równikowe, a na zachodzie uboższa sawanna.
Wulkany w Nikaragui:
- Azul
- Apoyeque
- Casita
- Cerro el Ciguatepe
- Cerro Negro
- Concepción
- Chiltepe
- El Chonco
- Cosigüina
- El Hoyo
- Las Lajas
- Maderas
- Masaya
- Mombacho
- Momotombito
- Momotombo
- Las Pilas(inne języki)
- Rota
- San Cristóbal
- Santa Clara
- Telíca
- Zapatera

## Historia
Wschodnie wybrzeże Nikaragui odkrył w 1502 r. Krzysztof Kolumb. Wkrótce tereny te stały się obszarem hiszpańskiej kolonizacji. W 1524 r. hiszpański zdobywca Francisco Hernández de Córdoba założył miasta Granada oraz Leon. W XVII i XVIII wieku Nikaraguę nawiedzali piraci, którzy usytuowali się na wschodnim wybrzeżu. W 1811 r. w Granadzie zrodził się pierwszy nikaraguański ruch niepodległościowy. Doprowadził on do ogłoszenia niepodległości kraju w 1821, który wraz z częścią Gwatemali wszedł w skład meksykańskiego cesarstwa Iturbide, a od 1823 w skład Stanów Zjednoczonych Ameryki Środkowej. Mimo że niepodległość od Hiszpanii ogłoszono 15 września 1821, Nikaragua stała się uznawaną przez społeczność międzynarodową niezależną republiką dopiero 25 czerwca 1850. Nikaragua stanowiła ważny strategicznie obszar, stąd też liczne interwencje mocarstw światowych w połowie XIX wieku, tj. imperium brytyjskiego i USA. W 1855 z pomocą przemysłowca Corneliusa Vanderbilta najemnik William Walker zorganizował prywatną inwazję zakończoną opanowaniem Nikaragui. To umożliwiło mu sprawowanie rządów dyktatorskich w latach 1855-1857. Brytyjczycy dążyli do opanowania wybrzeża Atlantyku i planowali otworzyć w kraju kanał, który połączy Ocean Atlantycki z Pacyfikiem, plany te jednak nie powiodły się, a kanał został zbudowany w Panamie w 1914 roku.
Destabilizację kraju pogłębiał konflikt między ugrupowaniami konserwatystów (właścicieli plantacji kawy i trzciny cukrowej) a liberałami (rzemieślnikami i drobnymi właścicielami ziemskimi). W 1909 roku, wykorzystując konflikt wewnętrzny, USA dokonało inwazji na kraj. W 1912 roku wybuchła antyrządowa rebelia zorganizowana przez siły liberałów. Na czele powstania stanął Juan Bautista Sacasa. Konserwatywny prezydent Adolfo Díaz do walki z liberałami wykorzystał stacjonujących w kraju żołnierzy amerykańskich. W 1925 roku wynegocjowano czasowy rozejm, jednak już wkrótce doszło do kontynuowania walk. W tym samym roku okupację kraju zakończyli Amerykanie, którzy jednak szybko powrócili do kraju pod pretekstem rzekomej obecności „meksykańskich agentów bolszewizmu”. Ostatecznie rebelia liberałów zakończyła się w 1927 roku, a liberałowie przejęli władzę w kraju. Prezydentem kraju został José María Moncada, który w 1932 roku został zastąpiony przez Sacasę. Nowy rząd utworzył Gwardię Narodową, której przywódcą został Anastasio Somoza García. Obecności wojsk amerykańskich sprzeciwił się jeden z liderów liberałów, Augusto Sandino. Sandino w 1927 roku rozpoczął rebelię przeciwko siłom amerykańskim i elicie kraju, która uważana była za rasistowską i autokratyczną. Wojska amerykańskie opuściły kraj w 1933 roku na skutek szeregu porażek w walce z sandinistami. Wycofanie się wojsk USA umożliwiło rozmowy pokojowe z partyzantami Sandino. We wrześniu 1933 miały miejsce ataki bombowe w Managui, po których liberałowie zapowiedzieli wprowadzenie stanu wyjątkowego i aresztowali konserwatywnych oficerów. W 1934 roku pomimo zawieszenia broni, Sandino został zabity w trakcie rozmów pokojowych przez ludzi związanych z Somozą. Samodzielne działania Somozy doprowadziły do konfliktu między Gwardią Narodową a rządem. Kraj pogrążał się w coraz większym kryzysie związanym z deficytem benzyny. W tym samym roku prezydent wydał Gwardii rozkaz stłumienia strajku kierowców oraz pozwolił na użycie broni w skrajnej sytuacji, generał poinformował o tym opinię publiczną, a sam udał się do strajkujących w celu przeprowadzenia pokojowych negocjacji. Wojsku udało się zakończyć strajk drogą pokojową, co zniszczyło reputację Sacasy i sprawiło, że był postrzegany jako zwolennik rozwiązań siłowych, a Somoza zyskał dużą popularność pośród zwykłych obywateli. W 1934 roku Gwardia Narodowa wzmocniona przez siły faszystowskie dokonała puczu, w wyniku którego rząd liberałów został obalony. Rząd utworzony w 1934 roku miał charakter proamerykański i ultraprawicowy.

### Dyktatura Somozów
Na skutek puczu przywódcą kraju został Anastasio Somoza, który rozpoczął trwającą do 1979 roku erę dyktatorskich rządów założonej przez niego dynastii politycznej. Somoza przejął przywództwo w centroprawicowej Nacjonalistycznej Partii Liberalnej, dzięki której utrzymywał swoje kleptokratyczne rządy stanowiące czas stagnacji gospodarczej. Na każdego pracownika służby cywilnej nałożył obowiązek wpłacania 5% pensji na budżet centralny Nacjonalistycznej Partii Liberalnej, z którego korzystał w sposób zupełnie swobodny do celów prywatnych. Mimo malwersacji ekonomicznych prezydentura Somozy przebiegła stabilnie. W 1939 powziął zamiar „uaktualnienia” konstytucji w celu przedłużenia swej kadencji. Zmuszony przezeń kongres zwiększył uprawnienia Gwardii i wcielił w życie wydłużenie kadencji Somozy z 4 do 6 lat. Prowadził proamerykańską politykę zagraniczną. Początkowo ignorował niemieckie zbrodnie wojenne, lecz gdy w USA zastosowano ostrzeżenie przed szpiegami nazistów, Somoza wydał rozporządzenie zabraniające jakiejkolwiek propagandy sympatyzującej z nazizmem. 8 grudnia 1941 – po japońskiej agresji na Pearl Harbor – wypowiedział wojnę Japonii, Niemcom i Włochom. Krok ten zapewnił mu rozległe profity w postaci m.in. amerykańskiej pomocy finansowej. W czasie II wojny światowej, dzięki nacjonalizacji terenów należących do nielicznych, ale bogatych niemieckich osadników, rodzina prezydenta Somozy stała się najbogatszą w kraju. Prócz tego kasę junty zasilały również wpływy z handlu bronią (przekazanej Nikaragui przez Stany Zjednoczone w ramach Lend-Lease Act). Armia Nikaragui miała mierny udział w walkach II wojny, mimo to dzięki pomocy amerykańskiej zyskała lotnictwo, małą flotę i nowy sprzęt militarny o wartości 2 000 000 dolarów. Do 1945 Somoza z kolei stał się posiadaczem 5 000 000 dolarów. Mimo sukcesów podczas II wojny światowej coraz to większą liczbę zwolenników uzyskała opozycja. Żołnierze aresztowali więc i osadzili w więzieniu jej przywódców.
W 1947 roku po naciskach ze strony USA rząd Nikaragui zgodził się na przeprowadzenie wyborów prezydenckich. Zwycięzcą został Leonardo Argüello Barreto poparty przez dyktatora. Argüello doszedł do władzy na skutek manipulacji i fałszerstw wyborczych. Pomimo tego, niespodziewanie podjął on próbę prowadzenia nie tylko niezależnej od Somozy, ale także skierowanej przeciwko niemu polityki. Usunął stronników Somozy ze służby publicznej i z ważnych stanowisk państwowych. Trzy tygodnie od elekcji prezydenta wojsko zorganizowało zamach stanu. Początkowo amerykański prezydent Harry Truman zareagował na przewrót wojskowy, nakazując wycofanie się armii USA z Nikaragui i wstrzymaniem wszelkiego wsparcia militarnego. Niełaska Stanów Zjednoczonych nie trwała długo, zakończyła się ona skorzystaniem z oferty Somozy proponującego utworzenie na terenie jego państwa amerykańskich baz wojskowych. W 1948 Nikaragua była w bliskich stosunkach z większą częścią państw południowoamerykańskich oraz pozostawała w sojuszu z USA. Tymczasowym prezydentem został Víctor Manuel Román y Reyes, który po śmierci w 1950 roku został zastąpiony przez Somozę. Po tym gdy Somoza ponownie doszedł do władzy, konserwatywny przywódca Emiliano Chamorro Vargas oraz prezydent Kostaryki José Figueres Ferrer zawiązali spisek przeciwko niemu. W trakcie jednego z późnych spotkań Somozy w ambasadzie amerykańskiej miał on zostać uprowadzony. Intryga zakończyła się fiaskiem, a Somoza wykrył i aresztował wszystkich. Chamorro przedostał się do Kostaryki, którą Somoza w odwecie zaatakował 11 stycznia 1954. Kostaryka wygrała wojnę i zadała nikaraguańskiej armii katastrofalne straty. 21 września 1956 prezydent Somoza, przebywający z wizytą w mieście León, został postrzelony przez zamachowca, którym okazał się lewicowy poeta Rigoberto López Pérez. Władzę w kraju po śmierci prezydenta przejął jego syn, Luis Somoza Debayle.
Luis Somoza popierał wszelkie akcje wymierzone przeciw rewolucyjnej Kubie. Wprowadził ostrożne i wymuszone przez nastroje społeczne reformy liberalne. W 1961 utworzono opozycyjny Front Wyzwolenia Narodowego im. Sandino (w skrócie FSLN) który wkrótce podjął próby walki partyzanckiej z rządem. Zmarł na atak serca w 1967 roku. Władzę po Luisie objął René Schick Gutiérrez, a następnie Lorenzo Guerrero Gutiérrez. Obydwaj prezydenci byli jedynie marionetkami w rękach klanu Somozów. W 1974 roku prezydentem został brat Luisa i syn Anastasio Garcii, Anastasio Somoza Debayle. Nowy prezydent zarzucił politykę stopniowej liberalizacji i doprowadził do zaostrzenia kursu wobec opozycji. Debayle przeobraził Gwardię Narodową we własną gwardię pałacową przejmując nad nią całkowitą kontrolę. Przy gospodarczej pomocy Stanów Zjednoczonych prowadził życie w zbytku, podczas gdy ludności (zwłaszcza wiejskiej) przeważnie brakowało środków do życia. W znacznym stopniu nadzorował nowo powstające stacje telewizyjne. W rękach Somozów znajdowały się zarówno najważniejsze gałęzie przemysłu, jak i sieci wielkich domów handlowych w kraju. W 1971 rząd zawarł porozumienie z opozycyjną Partią Konserwatywną: przekazał jej członkom 40% miejsc w parlamencie, w zamian zapewnienie sobie następnego wyboru na stanowisko prezydenta.
W 1972 r. miało miejsce potężne trzęsienie ziemi, które zmieniło stolicę w ruinę. Wtedy to Somoza Debayle sprzeniewierzył pomoc pieniężną płynącą z całego świata na odbudowę miasta. Wykorzystał zdobyte w ten sposób fundusze do rozwinięcia swoich różnorakich gospodarczych przedsięwzięć. Rodzina Somozów stała się posiadaczami blisko połowy ziemi w Nikaragui, z których jedną czwartą stanowiły najlepsze grunty do uprawy. Sam Debayle był w 1979 roku posiadaczem około 900 milionów dolarów. W 1974 po raz trzeci dyktator objął urząd prezydenta, na co lewicowy ruch sandinistów rozwinął walki partyzanckie. W grudniu 1974 dyktator wprowadził stan wyjątkowy. Prześladowanie opozycjonistów pochłonęło wiele ofiar, przede wszystkim wśród ludności wiejskiej. Po zamordowaniu przez członków Gwardii Narodowej Pedro Joaquina Chamorro Cardenala, popularnego polityka i przeciwnika Somozów, zwolennicy FSLN zaatakowali Pałac Narodowy w Managui. Oddziały rządowe w krótkim czasie stłumiły rozruchy. Nie powstrzymało to jednak wybuchu powstania narodowego. Stany Zjednoczone wstrzymały pomoc militarno-gospodarczą dla Debayle. W maju 1979 sandiniści, którzy nawiązali sojusz z liberalno-demokratyczną opozycją, ogłosili na terenie całego kraju strajk generalny i zwyciężyli w wojnie domowej, podczas której zginęło ok. 50 tys. ludzi (wliczając także masowe mordy dokonane przez członków Gwardii).

### Rewolucja sandinistowska
9 lipca 1979 roku oddziały wierne FSLN wkroczyły do stolicy. Następnego dnia władzę w stolicy objął pięcioosobowy rząd powstańczy. Premierem kraju został sandinista Daniel Ortega. Ortega próbował poprawić sytuację ekonomiczną w kraju, m.in. inicjując radykalne pomysły, jak konfiskata majątków ziemskich oraz nacjonalizacja przemysłu, jednak jego wysiłki były w znacznej mierze torpedowane z powodu braku poparcia USA. Rząd zdominowany przez sandinistów przyjął socjalistyczny model rozwoju gospodarczego. Dążono do eliminacji nierówności ekonomicznych okresu Somozy. Zachowano własność prywatną i znacjonalizowano wszystkie grunty należące do Somozy. Wprowadził w życie program ochrony środowiska oraz plany pozyskiwania energii z alternatywnych źródeł. Państwo objęło opiekę nad lasami deszczowymi i wprowadziło ochronę eksploatacji surowców naturalnych. Zrównano prawa kobiet i mężczyzn. Wprowadzono w życie program taniego budownictwa mieszkalnego, ustalono płacę minimalną, znacjonalizowano niektóre ważne z punktu widzenia bezpieczeństwa strategicznego państwa przedsiębiorstwa (ich przejmowanie odbywało się za odszkodowaniem). Zniesiono karę śmierci i wprowadzono zakaz stosowania tortur. W 1982 roku wprowadzono ubezpieczenia społeczne. Rząd przeprowadził reformę rolną.
Odejście w 1980 roku z rządu tymczasowego Violety Chamorro i Alfonso Robelo spowodowało plotki, według których zwolennicy Ortegi chcieli skonsolidować władzę między sobą. Na przełomie lat 1979 i 1980 byli członkowie Gwardii Narodowej i zwolennicy Somozy utworzyli nieregularne siły wojskowe. Zbrojna opozycja podzielona była dwa odłamy: Fuerza Democrática Nicaragüense (FDN) – utworzona w 1981 roku przez CIA, Departament Stanu USA i byłych członków Gwardii Narodowej oraz Alianza Revolucionaria Democrática (Demokratyczny Sojusz Rewolucyjny, ARDE) – grupa działająca jeszcze przed działalnością sandinistów, dowodzona przez jednego z byłych dowódców sandinistów – Edena Pastora. Działały też Mipista, byłe antysomozistowskie milicje wiejskie; stały się one największą grupą rekrutów późniejszej contras. Często sprzeczne i niezależne od siebie grupy stały się powszechnie znane jako „contras” (skrót od „contrarrevolucionarios”, „kontrrewolucjonistów”). Już w 1981 prezydent USA Ronald Reagan potępił Ortegę i FSLN za wspieranie marksizmu i upoważnił CIA do finansowania opozycyjnej armii tzw. contras. Militarne i finansowe wsparcie przez USA dla grup contras do walk z rządem spowodowało krwawą wojnę domową, w której zginęło ok. 30 tys. Nikaraguańczyków. W lutym 1984 Ortega ogłosił przeprowadzenie wolnych wyborów. Uzyskał w nich 63% głosów, dzięki czemu objął urząd prezydenta Nikaragui. Wojna między contras a rządem trwała jednak dalej i doprowadziła do olbrzymiej inflacji. Rząd USA kontynuował wspieranie contras nielegalnymi środkami poprzez tajną sprzedaż broni Iranowi, z wymiany handlowej część zysków strony amerykańskiej otrzymały oddziały contras. Contras finansowani byli również z pieniędzy pochodzących z handlu narkotykami.

### Współczesna Nikaragua
W wyborach w 1990 r. zwyciężyła popierana przez USA kandydatka antysandinistowskiej Narodowej Unii Opozycyjnej (UNO) Violeta Chamorro. Również w wyborach parlamentarnych zwolennicy prezydenta zwyciężyli nad sandinistami Ortegi. Następcą Chamorro został Arnoldo Alemán, którego rządy wiązały się z liberalizacją gospodarczą, ale również drastycznym wzrostem korupcji. Po utracie władzy Alemán usłyszał zarzuty korupcji i defraudacji publicznych funduszy. W czasie procesu prokuratorzy przedstawili dowody, wskazujące na korzystanie przez prezydenta i jego żonę ze środków publicznych w celach prywatnych. Przedstawiono wyciągi z rządowych kart płatniczych, które ujawniały wydatki rzędu 13,7 mln USD na hotel na wyspie Bali oraz 68 mln USD na hotel w Indiach. Berliński oddział Transparency International w 2004 sklasyfikował Alemána na 9 miejscu w rankingu najbardziej skorumpowanych przywódców państwowych i oszacował kwotę defraudacji na 100 mln USD.
5 listopada 2006, po prawie 17 latach pozostawania w opozycji, wybory prezydenckie wygrał Daniel Ortega. Sukces ten zawdzięcza przyjęciu znacznie bardziej pragmatycznego programu. Rząd, dzięki poparciu zakazu aborcji, uzyskał poparcie ze strony Kościoła katolickiego. W styczniu 2007 roku Nikaragua dołączyła do utworzonej w 2004 roku wspólnoty Alianza Bolivariana para los Pueblos de Nuestra América. Sandiniści wygrali wybory samorządowe z 9 listopada 2008 roku w 105 (spośród 146) gmin. W czasie drugiego etapu swoich rządów wprowadzili bezpłatną ochronę zdrowia i edukację. W czasie swojej prezydentury Ortega, dzięki pomocy innych państw Ameryki Łacińskiej, a w szczególności rządzonej przez Hugo Cháveza Wenezueli. W ramach współpracy Wenezuela dostarczyła nowoczesny sprzęt medyczny, a do kraju przyjechali lekarze z Kuby.
Podczas rządów prezydenckich trwających od 2007 roku Ortedze zarzuca się wprowadzenie faktycznej dyktatury, zmarginalizowanie parlamentu i przejęcie wymiaru sprawiedliwości oraz fałszowanie kolejnych wyborów. Wprowadził ustrój korporacyjny, oparty na związku władzy z wielkim kapitałem, a z pomocą swojej małżonki Rosario Murillo wybranej na wiceprezydenta zaprowadzono urzędowy kult Ortegi jako „zbawcy narodu”. W kwietniu 2018 roku doszło do protestów w kraju, krwawo stłumionych przez władze, co doprowadziło do śmierci kilkuset osób, licznych aresztowań oraz zmuszenia kilkudziesięciu tysięcy mieszkańców do ucieczki za granicę. W listopadzie 2021 roku Ortega wygrał ponowne wybory, uznane powszechnie za pozorowane. Przed wyborami władza aresztowała opozycjonistów i przeciwników politycznych oraz przejęła lub zamknęła niezależne media. W 2022 roku reżim Ortegi został obłożony sankcjami przez Unię Europejską i USA za przemoc wobec ludności, tłumienie wolności obywatelskich, łamanie demokracji i rządów prawa. W 2023 roku wypędzono z kraju i odebrano obywatelstwo ponad 200 opozycjonistom i członkom elit nie popierającym prezydenta.

## Ustrój polityczny
Nikaragua jest wielopartyjną republiką z jednoizbowym parlamentem, w którym zasiada 92 deputowanych.

### Podział administracyjny
Podział administracyjny Nikaragui obejmuje 15 departamentów i 2 regiony autonomiczne:
Departamenty:
- Boaco,
- Carazo,
- Chinandega,
- Chontales,
- Esteli,
- Granada,
- Jinotega,
- León,
- Madriz,
- Managua,
- Masaya,
- Matagalpa,
- Nueva Segovia,
- Rio San Juan,
- Rivas.

Regiony autonomiczne:
- Wybrzeże Karaibskie Południowe,
- Wybrzeże Karaibskie Północne.

## Społeczeństwo
Większość ludności Nikaragui, czyli 69% stanowią Metysi, a więc potomkowie Indian i Europejczyków, osoby białoskóre stanowią 17%, osoby czarnoskóre 9%, natomiast Indianie 5%. Językiem urzędowym jest hiszpański. Na wschodzie kraju znaczna część ludności (ok. 150 tys.) posługuje się miejscowym językiem miskito oraz dialektem języka angielskiego. Tym ostatnim posługują się głównie przybysze z wysp karaibskich o czarnym kolorze skóry.

## Religia
- katolicyzm – 50%;
- ewangelikalizm – 33,2% (z czego większość to zielonoświątkowcy);
- brak religii – 12,5%;
- mormoni – 1,6%;
- tradycyjne religie plemienne – 1,4%;
- świadkowie Jehowy – 0,45%[40][41][42][43].

### Prześladowania Kościoła katolickiego
Kościół katolicki w Nikaragui, po okresie symbiozy z władzą Daniela Ortegi, w trakcie której uzyskał m.in. całkowity zakaz aborcji, od 2018 roku jest poddawany represjom. W roku 2022 należy do najbardziej prześladowanych wspólnot katolickich na świecie. Sandinistyczny reżim Daniela Ortegi, rządzący w Nikaragui nieprzerwanie od 2007 roku, podejmuje działania wymierzone w biskupów, księży, katechetów, a także siostry zakonne. Policja wysyła wielu biskupom i księżom groźby, nie kryjąc planów ich zabicia. Przyczyną jest fakt, że Kościół krytykuje łamanie praw człowieka oraz wzywa do przestrzegania demokracji i swobód obywatelskich. Działania te trwają od wielu lat, a nasiliły się szczególnie w roku 2022.

## Gospodarka
Nikaragua to nadal dość słabo rozwinięty kraj, w którym dominuje rolnictwo, głównie wielkie plantacje bawełny i kawy. Ponadto uprawia się kukurydzę, ryż, rośliny strączkowe, warzywa, tytoń i banany
Choć Nikaragua kryje wiele surowców mineralnych, na uwagę zasługuje jedynie eksploatacja złota i rud miedzi. Przemysł przetwórczy jest również słabo rozwinięty.
Zadłużenie tego państwa w przeliczeniu na jednego mieszkańca wynosi 1350 dolarów, czyli wartość średniego zarobku za okres 4 miesięcy. Politycy tego kraju, na czele z prezydentem, manifestują duże niezadowolenie i poczucie niesprawiedliwości w związku z wysokością odsetek, na których spłatę państwo przeznacza 50% dochodu. Organizacje międzynarodowe zdecydowały się jednak na zredukowanie zadłużenia Nikaragui w ramach inicjatywy HIPC, co nastąpiło w 2004 r.

### Transport
Sieć kolejowa w Nikaragui obecnie nie istnieje, została całkowicie zlikwidowana i sprzedana na złom w 1994 roku. Sieć drogowa obejmuje głównie zachodnią część kraju, gdzie przebiega Droga Panamerykańska. Ważną rolę odgrywa transport wodny śródlądowy oraz transport lotniczy.

### Emisja gazów cieplarnianych
Emisja równoważnika dwutlenku węgla z Nikaragui wyniosła w 1990 roku 9,983 Mt, z czego tylko 1,945 Mt stanowił dwutlenek węgla, a resztę metan i w mniejszym stopniu podtlenek azotu. W przeliczeniu na mieszkańca emisja wyniosła wówczas 0,469 t dwutlenku węgla, a w przeliczeniu na 1000 dolarów PKB 157 kg. W następnych latach emisje rosły, z krótkotrwałymi spadkami w niektórych latach (2005, 2008–2009, 2013). Głównym źródłem emisji dwutlenku węgla przez cały czas był transport, a istotny udział miała też energetyka. W 2018 emisja dwutlenku węgla pochodzenia kopalnego wyniosła 6,251 Mt, a w przeliczeniu na mieszkańca 0,995 t i w przeliczeniu na 1000 dolarów PKB 197 kg.

## Siły zbrojne
W latach 1927–1979 siłami zbrojnymi Nikaragui były jednostki Gwardii Narodowej.
Nikaragua dysponuje trzema rodzajami sił zbrojnych: wojskami lądowymi, marynarką wojenną oraz siłami powietrznymi. Uzbrojenie sił lądowych Nikaragui składało się w 2014 roku m.in. z: 150 czołgów, 333 opancerzonych pojazdów bojowych, 272 zestawów artylerii holowanej oraz 163 wieloprowadnicowych wyrzutni rakietowych. Marynarka wojenna Nikaragui dysponowała w 2014 roku 15 okrętami obrony przybrzeża oraz 10 okrętami obrony przeciwminowej. Nikaraguańskie siły powietrzne z kolei posiadały w 2014 roku uzbrojenie w postaci m.in. 18 samolotów transportowych, jeden samolot szkolno-bojowy oraz 18 śmigłowców.
Wojska nikaraguańskie w 2014 roku liczyły 14 tys. żołnierzy zawodowych (brak rezerwistów). Według rankingu Global Firepower (2014) nikaraguańskie siły zbrojne stanowią 92. siłę militarną na świecie, z rocznym budżetem na cele obronne w wysokości 44,2 mln dolarów (USD).